# Деканат м. Тернополя — Центральний УГКЦ
Деканат (Протопресвітеріат) м. Тернополя — Центральний Тернопільсько-Зборівської архієпархії УГКЦ — релігійна структура УГКЦ, що діє на території міста Тернополя Тернопільської області України.

## Декани
Деканат (Протопресвітеріат) м. Тернополя — Центральний очолює протопресвітер, протоієрей о. Віталій Козак, адміністратор храму святої Софії Премудрості Божої (м. Тернопіль).

## Собор
Головним храмом деканату і водночас Тернопільсько-Зборівської архієпархії є Архікатедральний собор Непорочного Зачаття Пресвятої Богородиці.

## Парафії деканату
У деканаті є 13 парафій.
| Парафії                                                         | Населені пункти |
| --------------------------------------------------------------- | --------------- |
| Архікатедральний собор Непорочного Зачаття Пресвятої Богородиці | Тернопіль       |
| Святих Бориса і Гліба                                           | Тернопіль       |
| Покрови Пресвятої Богородиці                                    | Тернопіль       |
| Преображення Господнього                                        | Тернопіль       |
| Новомучеників українського народу                               | Тернопіль       |
| Святого священномученика Йосафата                               | Тернопіль       |
| Святого Василія Великого                                        | Тернопіль       |
| Святої Софії Премудрості Божої                                  | Тернопіль       |
| Святого Димитрія                                                | Тернопіль       |
| Святого Пантелеймона                                            | Тернопіль       |
| Святих Володимира і Ольги                                       | Тернопіль       |
| Святого Миколая                                                 | Тернопіль       |
| Святого Апостола Андрія Первозванного                           | Тернопіль       |
| Перенесення мощей Святого Миколая                               | Тернопіль       |